# Тешово
Те́шово (болг. Тешово) — село в Благоєвградській області Болгарії. Входить до складу громади Хаджидимово.

## Населення
За даними перепису населення 2011 року у селі проживали 187 осіб, з них 186 осіб (99,5%) — болгари.
Розподіл населення за віком у 2011 році:
Динаміка населення: